# فلوئوسینولون
فلوئوسینولون (به انگلیسی: FLUOCINOLONE)
رده درمانی: داروهای کورتیکواستروئید
اشکال دارویی: پماد
Oint & cream 0.025%

## موارد مصرف
فلوئوسینولون به دلیل اثرات ضدالتهابی کورتیکواستروئیدها بکار می‌رود. 	فلوئوسینولون در درمان علامتی اختلالات آلرژیک یا التهابی پوست نظیر اگزما، انواع درماتیت، پسوریازیس، پمفیگوس و نیش حشرات بکار می‌رود.

## مکانیسم اثر
جایگزینی کورتیکواستروئیدها، کورتیکواستروئیدها از عرض غشای سلولی عبور کرده و با گیرنده‌های اختصاصی سیتوپلاسمی کمپلکس شده، وارد هسته سلول می‌شوند و به DNA (کروماتین) متصل و موجب تحریک روند رونویسی mRNA و به دنبال آن ساخت پروتئین‌های مختلف آنزیمهای خاصی را تحریک می‌کنند.

## عوارض جانبی
بدلیل کم بودن متابولیسم پوستی فلوئوسینولون و امکان جذب سیستمیک قابل توجه، عوارضی نظیر سندرم کوشینگ، افزایش قند خون و در درازمدت تضعیف محور هیپوتالاموس - هیپوفیز - فوق کلیه محتمل می‌باشد. بروز عوارض جانبی موضعی مانند تشدید عفونت‌های درمان نشده، نازک شدن پوست، درماتیت تماسی، اختلالات التهابی در ناحیه صورت به ویژه در خانم‌ها و آکنه در محل کاربرد فراورده نیز گزارش شده‌است